# Kiiminki
Kiiminki (szw. Kiminge) – gmina w Finlandii, w regionie Pohjois-Pohjanmaa. Powierzchnia wynosi 339 km², z czego 12,18 km² stanowi woda. Populacja Kiiminki wynosi 13 148 osób (2011). Od 1 stycznia 2013 wraz z Oulunsalo, Yli-Ii oraz Haukipudas zostało włączone w granice miasta Oulu.

## Wsie na terenie dawnej gminy
Kirkonkylä, Alakylä, Hannus, Huttukylä, Jääli, Tirinkylä, Ylikylä, Haipuskylä, Välikylä